# Pseudomphrale cyanops
Pseudomphrale cyanops är en tvåvingeart som beskrevs av Edwards 1932. Pseudomphrale cyanops ingår i släktet Pseudomphrale och familjen fönsterflugor. Inga underarter finns listade i Catalogue of Life.